# Kreis Montreux
| Kreis Montreux           | Kreis Montreux      |
| Basisdaten               | Basisdaten          |
| ------------------------ | ------------------- |
| Staat:                   | Schweiz             |
| Kanton:                  | Waadt (VD)          |
| Bezirk:                  | Vevey               |
| Hauptort:                | Montreux            |
| Fläche:                  | 40,18 km²           |
| Einwohner:               | 27'831 (31.12.2023) |
| Bevölkerungsdichte:      | 693 Einw. pro km²   |
| Aufgehoben am:           | 31. Dezember 2006   |
| Karte                    |                     |
| Karte von Kreis Montreux |                     |

Der Kreis Montreux (französisch Cercle de Montreux) war bis zum 31. August 2006 eine Verwaltungseinheit des Bezirks Vevey im Kanton Waadt in der Schweiz. Sitz des Kreisamtes war Montreux.
Der Kreis umfasste zwei Gemeinden und war 40,18 km² gross. Die Gemeinden des ehemaligen Kreises zählten Ende 2023 27'831 Einwohner.
| Wappen    | Name der Gemeinde | Einwohner (31. Dezember 2023) | Fläche in km² | Einw. pro km² |
| --------- | ----------------- | ----------------------------- | ------------- | ------------- |
| Montreux  | Montreux          | 26'828                        | 33,41         | 803           |
| Veytaux   | Veytaux           | 1'003                         | 6,77          | 148           |
| Total (2) | Total (2)         | 27'831                        | 40,18         | 693           |